# ファンキー・モンキー・ティーチャー
『ファンキー・モンキー・ティーチャー』は、もりやまつるによる日本の漫画作品。
『週刊ヤングマガジン』（講談社）にて連載された。単行本は全9巻。もりやまの初連載で出世作でもある。
読切作品として、『ヤングキング』（少年画報社）2015年18号に『ファンキー・モンキー・ティーチャー RETURNS』が掲載されている。

## 主な登場人物
戸沢康平
主人公。パンチパーマに剃りを入れ、普段着は上下ジャージ（後述のビデオ版では福岡ダイエーホークスのウィンドブレーカーにジーパン）、3ナンバーのセドリック（330セドリック）で通学する教師。
担当クラスは、3年A組→1年A組＋2年A組（定時制）で教科は体育担当。強引かつ自己中心的で生徒や先生からの信頼もない落ちこぼれ教師だが生徒が万が一の時にはヤクザ事務所であろうと殴りこみをかける。喧嘩は強くキレた際には黒岩とほぼ同格の腕を見せる。黒岩とは過去に面識がある。貧乏。
浅野成美
担当クラスは3年C組である。教師から惚れられる美人教師、しかし毒舌。
脇賀先生
脇が臭く戸沢いわく「この世の臭いやない」、スプレーをしてる場面が多く、お金を溜めてアメリカで脇臭手術することを夢に見る、少しお馬鹿キャラ。「ウドの大木」と言われると相手が女子であろうと殴りかかる。
森田先生
体操部顧問、よく放屁をし、よく戸沢にいじられる。教官室の中ではネタキャラ的存在である。多趣味である。
木原教頭
当初は「学年主任」であり教科は数学担当。後に「教頭」に出世、小言ばかりで生徒から嫌われている。後半はいじられキャラになる。頭がハゲており亀頭の形をしている為に「コッパハゲ、亀頭頭」など言われる。女性に対しては意見を出したりする面もあるが、時により変態になる。
黒岩熊虎
担当教室は3年B組。柔道部顧問。よく戸沢の尻叩きやヤンキー生徒の指導をしている。竹刀を常に携帯し「体の一部」とまで言うほど。喧嘩が異常に強く本作ではナンバー2に匹敵するがキレた戸沢には苦戦し、過去に戸沢と面識がある。後半では兄貴的雰囲気を見せる。
坂本先生
フルネームは坂本 金髪（さかもと きんぱつ）。その名の通り、金髪の熱血教師。雰囲気もアノ人っぽい。
仁義
西高から来た転校生、転校当初は戸沢にメンチを切るが逆にやられバットを持ち仕返しをしようとするが逆に利用されるなど、後に谷川らと合流する。襟足の長いリーゼントが特徴、猪塚と共にダブリである。（後に卒業）中学3年の彼女がいる。
猪塚
最初のサブキャラ、出席日数不足で仁義と共にダブる（後に卒業）。ほほこけ、リーゼントが特徴である。
谷川
タラコ唇と太い眉毛が特徴のヤンキー。ファンキーモンキーティーチャー前の、3年A組の落ちこぼれからの出演。
樋口
エラ張りと細い目つきが特徴のヤンキー。こちらも、3年A組の落ちこぼれから。
青木
お金持ちの医者の息子であり、現在は卒業した3年A組の生徒で出席番号は1番、クラスの下から3番目のかなりのアホ。顔がそっくりの弟がいる。戸沢の家庭訪問がきっかけで青木家の人々とワインを飲んだりと仲良くなる。温厚である。
馬場利
現在は卒業した3年A組の女子生徒。チビでブスでブタで、あまりの醜さから電車で彼女のそばには誰も寄らない、顔を尻と間違えられる、など。戸沢に告白するが戸沢は心底嫌がっている。告白後は強引な性格に変わってしまう。
泉谷清志郎
1年A組、パンクヘアーが特徴で口癖は「FUCK」。アニメとフォークが好きなヘビメタ少年であり軽音楽同好会入部。親はラーメン屋経営。

## 実写映画・オリジナルビデオ
配給：東映 全6作、3作目からは東映Vシネマ作品。

### ファンキー・モンキー・ティーチャー
1991年製作。
キャスト
- 間寛平（戸沢康平）
- 飯島直子（浅野先生）
- 志賀勝（黒岩先生）
- 島木譲二（脇賀先生）
- なぎら健壱（なぎら先生）
- 千うらら（田辺先生）
- 石井愃一（木原教頭）
- 名和宏（校長）
- しのざき美知（馬場利）
- 山崎邦正（猪塚）
- 軌保博光（谷川）
- ジミー大西（青木）
- 河内家菊水丸 （ヤクザ）
- 明石家さんま（パトカーの警官）
- 松尾伴内（道路工事の警備員）

スタッフ
- 監督：手銭弘喜
- 製作総指揮：太田靖、市川徹
- 企画：丸山寿敏、萩生田浩
- 製作：中川正勝、盛田正敏
- プロデューサー：南條昭夫、飯村容子
- 脚本：加藤正人
- 撮影：宗田喜久松
- 美術：渡辺平八郎
- 照明：中元文孝
- 音楽：茂村泰彦
- 主題歌：間寛平
- 録音：八木隆幸
- 編集：神谷信武
- 助監督：岩清水昌弘
- スクリプター/記録：吉本興業
- スチール：小林ばく

### ファンキー・モンキー・ティーチャー2 東京進攻大作戦
1992年製作。
キャスト
- 間寛平（戸沢康平）
- 志賀勝（黒岩）
- 早坂あきよ（鮎川彩子）
- 飯島直子（浅野成美）
- 菅田俊（杉本）
- 石井愃一（木原教頭）
- 島木譲二（脇賀）
- 松田勝（応援団長）
- 新井康弘（東京の銀行員）
- キラー・カン（マッサージの大男）
- 我王銀次（銀行員の上司）
- 山崎邦正（猪塚）
- 軌保博光（谷川）
- 鈴木亜希子（中川エリ）
- 市川さきこ（森川早苗）
- 小田真澄（真澄）
- しのざき美知（馬場利）
- ジミー大西（青木）
- 井手らっきょ（ソープの客引き）
- 春風亭柳昇（旅館の主人）
- 翔（ダンス大会の司会者）
- 長野智子（バーのママ）
- 西川きよし（質屋の主人）
- 坂上忍（川上）

スタッフ
- 監督：高瀬将嗣
- 製作総指揮：太田靖、紫垣達郎、市川徹
- 企画：丸山寿敏、萩生田浩
- 製作：亀淵昭信、盛田正敏
- プロデューサー：南條昭夫、飯村容子
- 脚本：加藤正人
- 撮影：森勝
- 美術：渡辺平八郎
- 照明：中元文孝
- 音楽：茂村泰彦
- 録音：曽我薫
- 編集：奥原茂
- 助監督：松本清孝
- スチール：小林ばく

### ファンキー・モンキー・ティーチャー3 康平の微笑
1992年製作。
キャスト
- 間寛平
- 細川ふみえ
- 藤崎仁美
- ジミー大西
- 飯島愛

スタッフ
- 監督：市川徹
- 製作：亀渕昭信、盛田正敏
- 脚本：木村和彦
- 撮影：吉岡誠
- 音楽：小川類

### ファンキー・モンキー・ティーチャー4 高校教師
1993年製作。
キャスト
- 間寛平
- 飯島愛
- 六平直政
- ジミー大西
- しのざき美知
- 久本雅美
- 島木譲二
- 志賀勝

スタッフ
- 監督：吉岡誠
- 製作：亀渕昭信、盛田正敏
- 脚本：木村和彦
- 撮影：根岸憲一
- 音楽：小川類

### 新ファンキー・モンキー・ティーチャー どつかれたるねん!
1994年製作。共演の伊集院光は2023年の『おかべろ』で、間寛平のパートはほとんどアドリブで撮られていた、と証言している。
キャスト
- 間寛平
- 白島靖代
- 篠原涼子
- 布川敏和
- ベンガル
- 伊集院光
- ジミー大西
- 金萬福

スタッフ
- 監督：市川徹
- 脚本：木村和彦
- 撮影：瀬川龍

### ファンキー・モンキー・ティーチャー FOREVER ワクワク秘密の花園の巻
1995年製作。
キャスト
- 間寛平
- 中嶋美智代
- 笹峰愛
- 山崎邦正
- 飯島直子
- 細川ふみえ
- 飯島愛
- 篠原涼子
- なべおさみ
- 島田洋七

スタッフ
- 監督：間寛平
- 脚本：小川孝康
- 撮影：瀬川龍
- 音楽：小川類